# Iorgos Papanikolau
Iorgos Pavlu Papanikolau (Atenes, 15 d'agost de 1977) és un polític i advocat grec, membre del Parlament Europeu per part del Grup del Partit Popular Europeu. Va ser elegit per al període 2009-2014, en les Eleccions Europees que van tenir lloc el 16 de juliol de 2009 arreu de la Unió Europea. Va ser el president de la branca juvenit del partit polític Nova Democràcia a Grècia, entre el 2004 i el 2009.